# Gardiner (CDP, New York)
Pour les articles homonymes, voir Gardiner.
Gardiner est une census-designated place du comté d'Ulster, dans l'État de New York, aux États-Unis,. En 2020, elle compte une population de 952 habitants.